# Timothy Peake
Timothy Nigel Peake (Chichester, 7 de abril de 1972)  é um ex-astronauta britânico integrante da Agência Espacial Europeia (ESA) e o primeiro astronauta de seu país, tripulante das Expedições 46 e 47 na Estação Espacial Internacional.

## Carreira militar
Ingressou na Real Academia Militar de Sandhurst  em 1990 graduando-se como oficial em 1992, e entrando no serviço ativo como comandante de um pelotão chamado Royal Green Jackets. Em 1994 formou-se como piloto de helicópteros e em 1998 como instrutor qualificado de voo na Defence Helicopter Flying School da RAF. Um ano depois, especializou-se em dinâmica de voo pela Universidade de Portsmouth. Deixou as Forças Armadas do Reino Unido em 2009, após completar 17 anos de serviço ativo, tendo a seu crédito mais de 3.000 horas de voo em diferentes tipos de aeronave.

## Astronauta
Em  maio de 2009 foi selecionado para o curso de astronautas da ESA formando-se em setembro de 2010, ao lado dos italianos Samantha Cristoforetti e Luca Parmitano, do alemão Alexander Gerst, do francês Thomas Pesquet e do primeiro astronauta dinamarquês, Andreas Mogensen. Sua qualificação o tornou o primeiro astronauta britânico. Em 15 de dezembro de 2015 foi ao espaço pela primeira vez a bordo da nave Soyuz TMA-19M, junto com os astronautas Yuri Malenchenko, da Roskosmos, e Timothy Kopra, da NASA, para uma missão de seis meses na ISS, integrando as expedições 46 e 47 à estação. Com seu lançamento do Cosmódromo de Baikonur, tornou-se o segundo cidadão sob bandeira britânica a ir ao espaço, 24 anos depois da compatriota Helen Sharman, uma química de profissão, que, em 1991, depois de ganhar um concurso nacional no Reino Unido, teve a oportunidade de treinar na Cidade das Estrelas, em Moscou, e ir à órbita como membro da tripulação da  Soyuz TM-12.
Sua ida ao espaço teve grande repercussão na mídia e na sociedade britânicas, com ele recebendo mensagens pessoais de apoio e congratulações da rainha Elizabeth II e do cantor Elton John, após a acoplagem da nave. Integrando a expedição, ele realizou uma caminhada espacial para manutenção externa de estação. Durante esta atividade, em conjunto com o norte-americano Timothy Kopra, ele enfrentou uma situação de emergência tendo que abortar a missão após um vazamento de água ocorrer dentro do capacete do astronauta americano. Em 24 de abril, ele se tornou o primeiro homem e a segunda pessoa a correr uma maratona no espaço – a primeira foi a astronauta americana Sunita Williams, em 2007 – fazendo todos os 42,195 km da prova numa esteira ergométrica da estação, preso por elásticos em torno do peito e dos ombros, ao mesmo tempo em que a Maratona de Londres se realizava na Terra. Ele correu a distância em 3h35min.
Peake passou um total de 186 dias em órbita e retornou à Terra em 18 de junho de 2016 junto com a tripulação da Soyuz TMA-19M. No dia 31 de dezembro de 2023 Peake deixou o serviço ativo da ESA e passou a assumir uma posição de embaixador científico entre a população jovem.